# アッパー・イースト・サイド

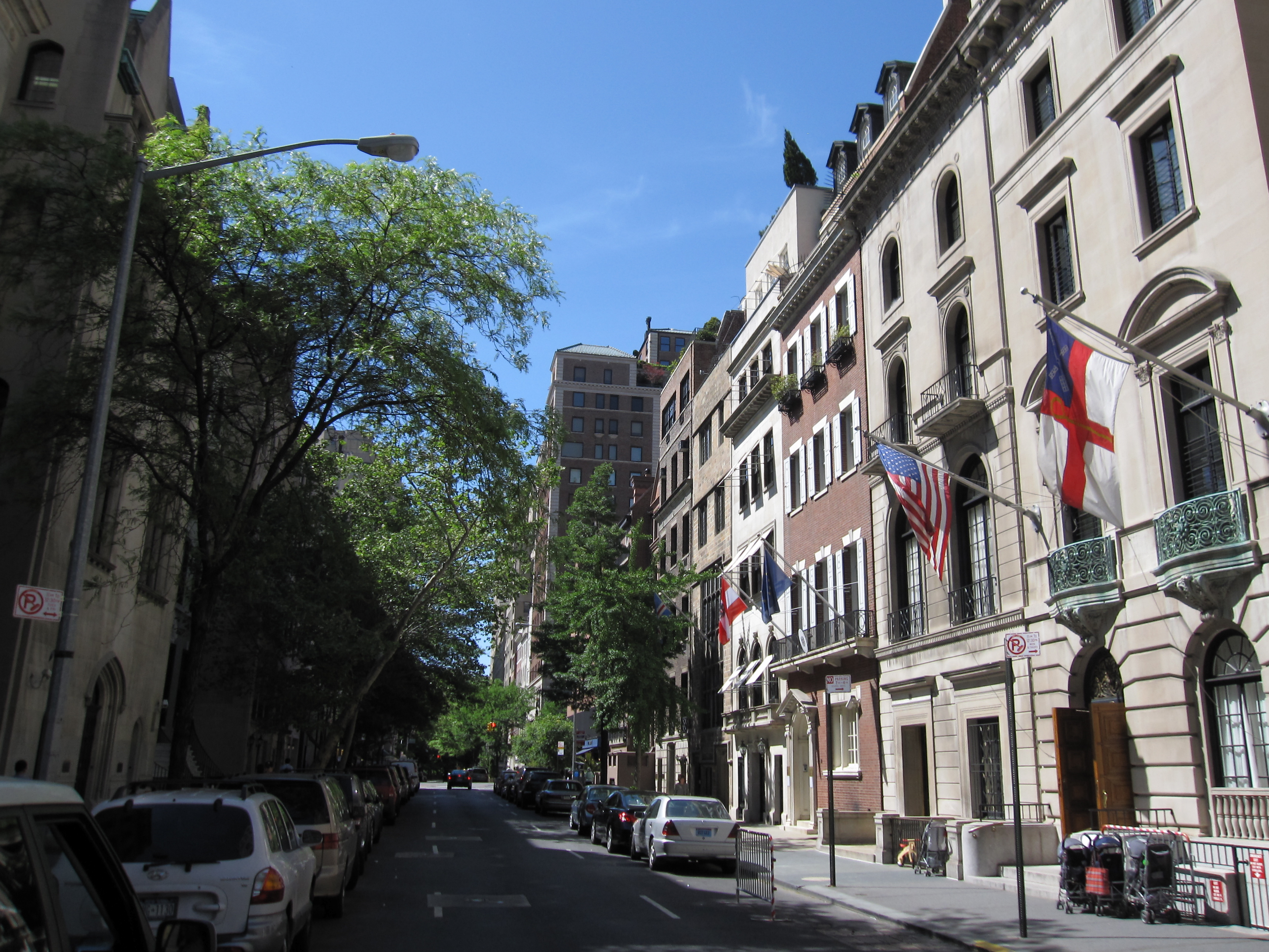
東69丁目とパーク街間の歴史地区の街並み

アッパー・イースト・サイド（Upper East Side）とは、アメリカ合衆国・ニューヨーク州ニューヨーク市のマンハッタン区のイーストサイド・マンハッタンにある地区の1つである。高級住宅街としてもその名が知られている。

## 概要
アッパー・イースト・サイドは富裕層の住宅街として知られ、高級住宅地として有名である。またこの地域の住民のための私立学校もある。20世紀以前は大富豪の屋敷が並んでおり、現在はセントラルパークに面する住宅街とパーク・アベニューの周辺を中心に高級アパートメント、コンドミニアムが並ぶ。
5番街の82丁目から105丁目の1マイル強の区間は沿道に博物館や美術館が9館あるためミュージアム・マイルと呼ばれている。特に有名なものに、ホイットニー美術館、ソロモン・R・グッゲンハイム美術館、フリック・コレクションが、5番街を挟んで向かいのセントラルパークの敷地内にはメトロポリタン美術館がある。また、マディソン街の60丁目から79丁目には高級ブランド店が立ち並び5番街よりも更に高級なショッピング街になっている。この地域の高級ホテルとしてはプラザホテルが有名である。
かつては、シルク・ストッキング・ディストリクト（絹の靴下地区）と呼ばれていた時期があった。
ジョージ・ソロス、ウディ・アレン、マイケル・ブルームバーグ、ルパート・マードック、マドンナらがこの地域に住む。テレビドラマ、ゴシップガールはこの地域が舞台である。

## 位置
アッパー・イースト・サイドは、南北には東59丁目から96丁目まで（および5番街沿いの東96丁目から110丁目まで）、東西はイースト川から5番街までに囲まれる地域を指す。南側ではミッドタウンと、北側ではスパニッシュ・ハーレムと、西側ではセントラル・パークに隣接する。
この地区の中には、カーネギー・ヒル（86丁目、98丁目、5番街、3番街に囲まれる地域）、レノックス・ヒル（Lenox Hill : 59丁目、72丁目、5番街、レキシントン・アベニュー辺りに囲まれる地域）、ヨークビル（Yorkville : 72丁目、96丁目、3番街、イースト川に囲まれる地域）と呼ばれる3地区が含まれている。

## 交通

### 鉄道
ニューヨーク市営地下鉄
- IRTレキシントン・アベニュー線
  -  ニューヨーク市地下鉄4系統
  -  ニューヨーク市地下鉄5系統
  -  ニューヨーク市地下鉄6系統
    - 96丁目駅
    - 86丁目駅
    - 77丁目駅
    - 68丁目-ハンター・カレッジ駅
- IND2番街線
  -  ニューヨーク市地下鉄N系統
  -  ニューヨーク市地下鉄Q系統
  -  ニューヨーク市地下鉄R系統
    - 96丁目駅
    - 86丁目駅
    - 72丁目駅

### バス
ニューヨーク市バス

## 教育

### 初等・中等教育

#### 公立

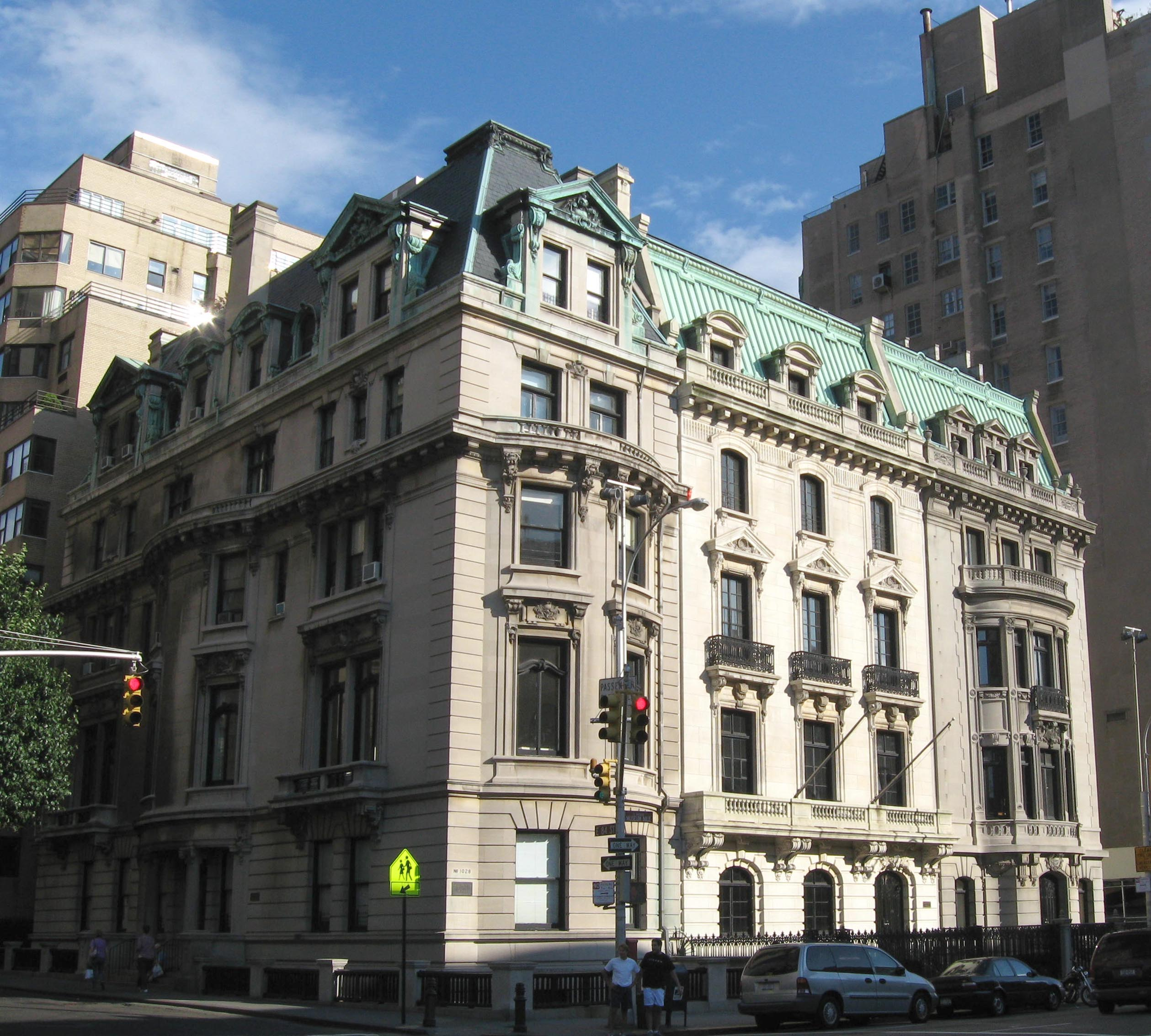
Marymount School of New York

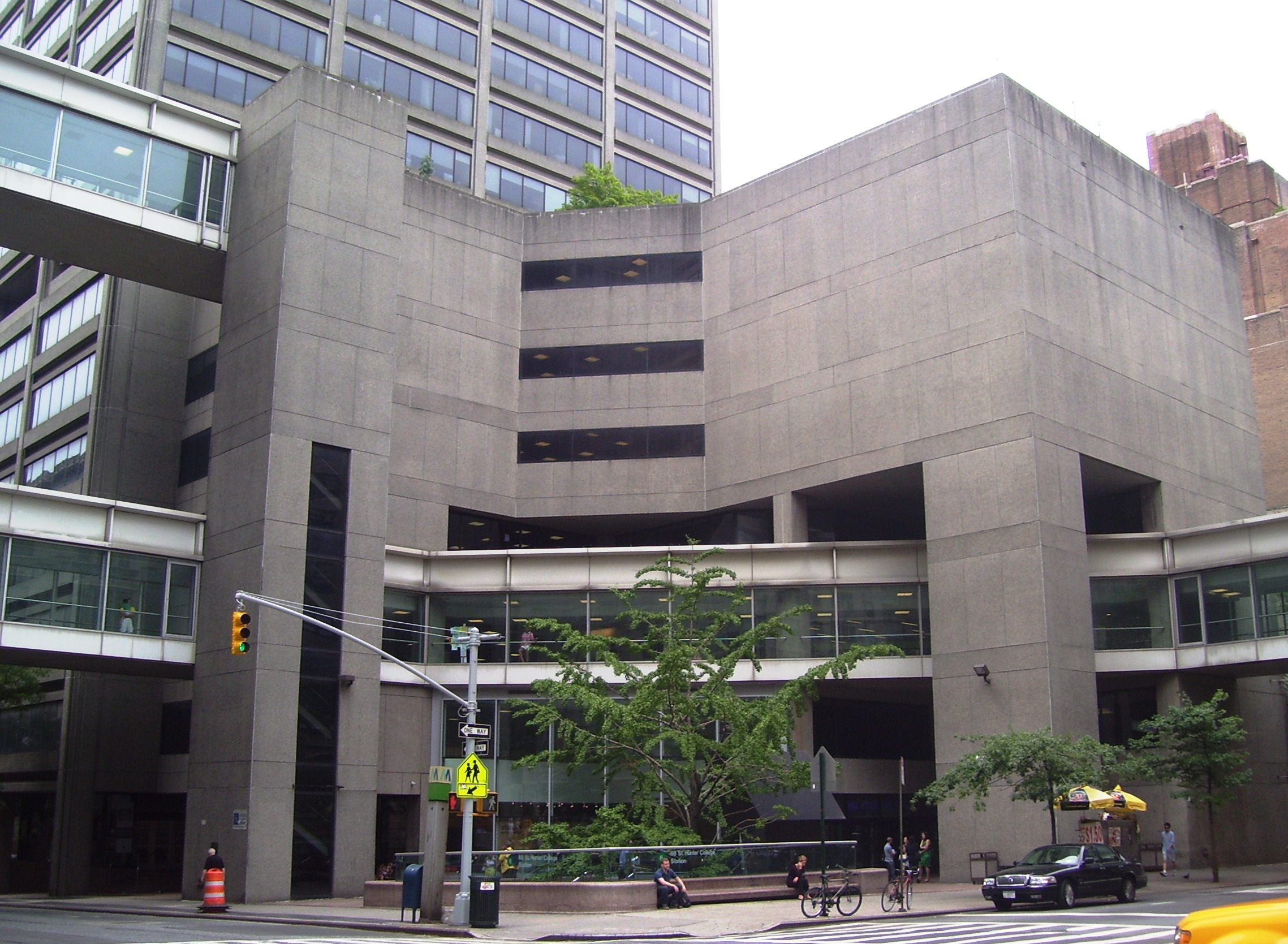
The West Building of Hunter College

全ての公立学校はニューヨーク市教育局（NYCDOE）が管理・統轄する。
- 第183パブリックスクール(Robert Louis Stevenson School)
- 第77パブリックスクール（The Lower Lab school）
- 第290パブリックスクール（The New School of Manhattan）
- イースト・サイド・ミドルスクール（East Side Middle School）
- 第6パブリックスクール (Lillie Devereux Blake School)
- 第158パブリックスクール (Bayard Taylor)
- 第167ジュニアハイスクール（Senator Robert F. Wagner Middle School）

- タレント・アンリミテッド高校（英語版）
- エレノア・ルーズベルト高校（英語版）
- 都市研究アカデミー高校（英語版）

特殊高校
- ハンター大学高校（英語版）

#### 私立
共学校
- バーチ・ワーゼン・レノックス校（英語版）
- カドモン校（英語版）
- ダルトン校（英語版）
- ロヨラ校（英語版）
- パーク・ウェスト校
- ルドルフ・シュタイナー校（英語版）
- ザ・タウン校（英語版）
- トレバー・デー校（英語版）
- ラマズ校（英語版）
- イスラム文化センター校（英語版）

女子校
- ブレアリー校（英語版）
- 大聖堂高校（英語版）
- チャピン校（英語版）
- 聖心女子修道院（英語版）
- ドミニカ女学院（英語版）
- ヒューイット校（英語版）
- マンハッタン女子校
- メアリーマウント校（英語版）
- セント・ビセンテ・フェレール校（英語版）
- ナイチンゲール・バムフォード校（英語版）
- スペンス校（英語版）
- セント・ヨハネ校（英語版）

男子校
- アレン・スティーブンソン校（英語版）
- ブローニング校（英語版）
- バックリー校（英語版）
- レジス高校（英語版）
- セント・バーナード校（英語版）
- セント・ダビデ校（英語版）
- カレッジエイト校（英語版）（2018年1月12日、アッパー・ウエスト・サイド 301 Freedom Place South で再開校）

### 大学
- ハンター大学[3]
- マウントサイナイ医科大学[4]
- ニューヨーク医科大学
- ニューヨーク大学 Institute for the Study of the Ancient World[5]
- ロックフェラー大学
- ワイルコーネル医科大学（英語版）

## 大衆文化におけるアッパー・イースト・サイド
この地区は、様々なテレビドラマや映画、その他のメディアの舞台として登場する。

### 映画
- ティファニーで朝食を (1961)
- 真夜中のパーティー (1970)
- 007 死ぬのは奴らだ (1973)
- 華麗なるギャツビー (1974)
- 二番街の囚人 (1975)
- クレイマー、クレイマー (1979)
- マンハッタン (1979)
- マペットめざせブロードウェイ! (1984)
- ファミリービジネス (1989)
- 虚栄のかがり火 (1990)
- メトロポリタン (1990)
- ジュース (1992)
- 私に近い6人の他人 (1993)
- マンハッタン殺人ミステリー (1993)
- ハリエットのスパイ大作戦 (1996)
- 身代金 (1996)
- 素晴らしき日 (1996)
- ディアボロス/悪魔の扉 (1997)
- ダイヤルM (1998)
- クルーエル・インテンションズ (1999)
- トーマス・クラウン・アフェアー (1999)
- アイズ ワイド シャット (1999)
- オータム・イン・ニューヨーク (2000)
- アメリカン・サイコ (2000)
- クルーエル・インテンションズ2 (2001)
- 25時 (2002)
- アップタウン・ガールズ (2003)
- 17歳の処方箋 (2002)
- トゥー・ウィークス・ノーティス (2002)
- おてんばエロイーズ/キラキラ星のダンスパーティ (2003)
- 私がクマにキレた理由 (2007)
- プラダを着た悪魔 (2007)
- セックス・アンド・ザ・シティ (2008)
- オー!マイ・ゴースト (2008)
- 近距離恋愛 (2008)
- THE WOMEN 明日の私に着替えたら (2008)
- ブライダル・ウォーズ (2009)
- お買いもの中毒な私! (2009)
- ザ・バンク 堕ちた巨像 (2009)
- カレには言えない私のケイカク (2010)
- セックス・アンド・ザ・シティ2 (2010)
- リメンバー・ミー (2010)
- キング・オブ・マンハッタン 危険な賭け (2012)

### テレビ番組
- The City (2008–2010)
- ゴシップガール (2007–2012)
- リンガー 〜2つの顔〜 (2011–2012)
- アーノルド坊やは人気者 (1978–1986)
- Family Affair (TV series) (1966–1971)
- The Nanny (1993–1999)
- Sex and the City (1998–2004)
- Will & Grace (1998–2006)
- Lipstick Jungle (2008–2009)
- Dirty Sexy Money (2007–2008)
- Gallery Girls (2012)
- Ugly Betty (2006–2010)
- The Real Housewives of New York City (2008–)
- NYC Prep (2009–2010)
- High Society (1995–1996)
- Yes! PreCure 5 (2007–2008)
- Yes! Precure 5 GoGo! (2008–2009)
- I Love Lucy (1951–1957)
- Succession (2018–present)
- White Collar (2009–2014)
- The Odd Couple (1970–1975)[6]
- Odd Mom Out (2015–), based on Jill Kargman's novel Momzillas